# 張濂 (光緒乙未進士)
張濂（?—?），光緒二十一年（1895年）乙未科中進士，同年五月，改翰林院庶吉士。光緒二十四年（1898年）四月散館，授翰林院編修。